# Врбичје
Врбичје (словен. Vrbičje) је мало насеље у општини Гросупље централна Словенија, покрајина Долењска. Општина припада регији Средишња Словенија.
Налази се на надморској висини 392,3 м, површине 1,26 км². Приликом пописа становништва 2002. године насеље је имало 53 становника.